# WTA Kuala Lumpur

Früheres Logo

Das WTA Kuala Lumpur (offiziell: Alya WTA Malaysian Open, vormals BWM Malaysian Open, Malaysia Classic) war ein Damen-Tennisturnier der WTA Tour, das in der malaysischen Hauptstadt Kuala Lumpur ausgetragen wurde. Der Wettbewerb wurde erstmals 1992 und 1993 veranstaltet. Danach ging man nach Surabaya und kehrte 1999 für zwei Jahre nach Kuala Lumpur zurück.
Von 2001 bis 2008 wurde das Turnier auf Bali gespielt.
Seit 2010 spielte man wieder in Kuala Lumpur. 2017 wurde das Turnier erneut eingestellt.

## Siegerliste

### Einzel
| Jahr                         | Siegerin           | Finalgegnerin         | Ergebnis              |
| ---------------------------- | ------------------ | --------------------- | --------------------- |
| ↓ Kategorie: Tier V ↓        |                    |                       |                       |
| 1992                         | Yayuk Basuki       | Andrea Strnadová      | 6:3, 6:0              |
| ↓ Kategorie: Tier IV ↓       |                    |                       |                       |
| 1993                         | Nicole Provis      | Ann Grossman          | 6:3, 6:2              |
| ↓ Kategorie: Tier III ↓      |                    |                       |                       |
| 1999                         | Åsa Carlsson       | Erika de Lone         | 6:2, 6:4              |
| 2000                         | Henrieta Nagyová   | Iva Majoli            | 6:4, 6:2              |
| ↓ Kategorie: International ↓ |                    |                       |                       |
| 2010                         | Alissa Kleibanowa  | Jelena Dementjewa     | 6:3, 6:2              |
| 2011                         | Jelena Dokić       | Lucie Šafářová        | 2:6, 7:69, 6:4        |
| 2012                         | Hsieh Su-wei       | Petra Martić          | 2:6, 7:5, 4:1 Aufgabe |
| 2013                         | Karolína Plíšková  | Bethanie Mattek-Sands | 1:6, 7:5, 6:3         |
| 2014                         | Donna Vekić        | Dominika Cibulková    | 5:7, 7:5, 7:64        |
| 2015                         | Caroline Wozniacki | Alexandra Dulgheru    | 4:6, 6:2, 6:1         |
| 2016                         | Elina Switolina    | Eugenie Bouchard      | 6:75, 6:4, 7:5        |
| 2017                         | Ashleigh Barty     | Nao Hibino            | 6:3, 6:2              |

### Doppel
| Jahr                         | Siegerinnen                            | Finalgegnerinnen                      | Ergebnis            |
| ---------------------------- | -------------------------------------- | ------------------------------------- | ------------------- |
| ↓ Kategorie: Tier V ↓        |                                        |                                       |                     |
| 1992                         | Isabelle Demongeot Natalija Medwedjewa | Rika Hiraki Petra Langrová            | 2:6, 6:4, 6:1       |
| ↓ Kategorie: Tier IV ↓       |                                        |                                       |                     |
| 1993                         | Patty Fendick Meredith McGrath         | Nicole Arendt Kristine Radford        | 6:4, 7:62           |
| ↓ Kategorie: Tier III ↓      |                                        |                                       |                     |
| 1999                         | Jelena Kostanić Tina Pisnik            | Rika Hiraki Yuka Yoshida              | 3:6, 6:2, 6:4       |
| 2000                         | Henrieta Nagyová Sylvia Plischke       | Liezel Horn Vanessa Webb              | 6:4, 7:64           |
| ↓ Kategorie: International ↓ |                                        |                                       |                     |
| 2010                         | Chan Yung-jan Zheng Jie                | Anastasia Rodionova Arina Rodionowa   | 6:74, 6:2, [10:7]   |
| 2011                         | Dinara Safina Galina Woskobojewa       | Noppawan Lertcheewakarn Jessica Moore | 7:5, 2:6, [10:5]    |
| 2012                         | Chang Kai-chen Chuang Chia-jung        | Chan Hao-ching Rika Fujiwara          | 7:5, 6:4            |
| 2013                         | Shuko Aoyama Chang Kai-chen            | Janette Husárová Shuai Zhang          | 6:74, 7:64, [14:12] |
| 2014                         | Tímea Babos Chan Hao-ching             | Chan Yung-jan Zheng Saisai            | 6:3, 6:4            |
| 2015                         | Liang Chen Wang Yafan                  | Julija Bejhelsymer Olha Sawtschuk     | 4:6, 6:3, [10:4]    |
| 2016                         | Varatchaya Wongteanchai Yang Zhaoxuan  | Liang Chen Wang Yafan                 | 4:6, 6:4, [10:7]    |
| 2017                         | Ashleigh Barty Casey Dellacqua         | Nicole Melichar Makoto Ninomiya       | 7:65, 6:3           |